# Џонатан Рис Мајерс
Џонатан Рис Мајерс (енгл. Jonathan Rhys Meyers; Даблин, 27. јул 1977) је ирски глумац и манекен.
Познат је по улогама у филмовима Велвет Голдмајн, Немогућа мисија 3, Играј као Бекам, Завршни ударац и Инструменти смрти: Град костију. Улога Елвиса Преслија у мини-серији Елвис из 2005. године донела му је награду Златни глобус и номинацију за Емија у категорији Најбољи глумац у мини-серији или ТВ филму. Играо је главне улоге и у телевизијским серијама Тјудори и Дракула. Такође се бави манекенством и био је заштитно лице неколико промотивних кампања за парфеме модне куће Хуго Бос.

## Филмографија
| Улоге Џонатана Риса Мајерса |                                 |               |                       |          |
| Година                      | Српски назив                    | Изворни назив | Улога                 | Напомене |
| 1996                        | Мајкл Колинс                    |               | Колинсов асистент     |          |
| 1999                        | У седлу са ђаволом              |               | Пит Максон            |          |
| 2004                        | Александар                      |               | Касандер              |          |
| 2006                        | Немогућа мисија 3               |               | Деклан Гормли         |          |
| 2011                        | Алберт Нобс                     |               | виконт Јарел          |          |
| 2013                        | Инструменти смрти: Град костију |               | Валентајн Моргенстерн |          |